# Kitja
Kitja är ett australiskt språk som talades av 410 personer år 1996. Språket kitja talas i norra delen av Western Australia. Kitja tillhör den djeraganska språkfamiljen.